# Biển Sibuyan

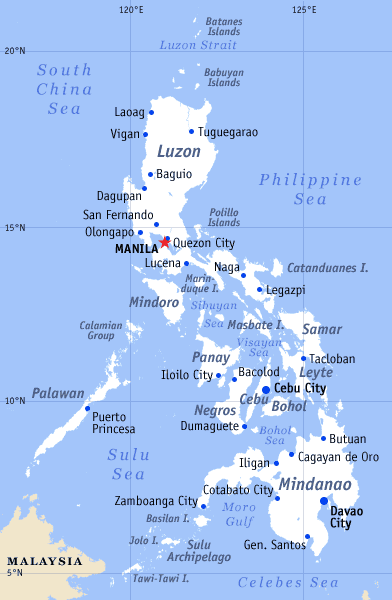
Vị trí biển Sibuyan trên bản đồ Philippines

Biển Sibuyan là một biển nhỏ nằm ở Philippines, ngăn cách Visayas với đảo Luzon ở phía bắc. Nó giáp đảo Paray về phía nam, Mindoro về phía tây, Masbate về phía đông, và về phía bắc Marinduque và bán đảo Bicol của Luzon.